# Халмуратова, Алена Алексеевна
Алена Алексеевна Халмуратова (род. 20 августа 1996) — российская хоккеистка на траве, игрок клуба «Динамо-ЦОП Москомспорт». Мастер спорта России.

## Биография
Воспитанница хоккейного клуба «ЦСП-Крылатское» (в 2018 году переименован в «Динамо-ЦОП Москомспорт»), в его составе играет с 2015 года. Входит в состав юношеской сборной России по хоккею на траве. В январе 2017 года играла за сборную до 21 года по индор-хоккею и стала бронзовым призёром чемпионата Европы.